# عبد العزيز الترجمي
عبد العزيز حميد الترجمي لاعب كرة قدم سعودي ، يلعب كلاعب وسط لعب سابقاً في نادي الذهب.